# Szuflada Górna
Szuflada Górna – jaskinia w Dolinie Małej Łąki w Tatrach Zachodnich. Wejście do niej znajduje się w Kominie Flacha, w pobliżu jaskini Dziura pod Źródłem Ratusz, na wysokości 1762 m n.p.m. Długość jaskini wynosi 15 metrów, a jej deniwelacja 9 metrów.

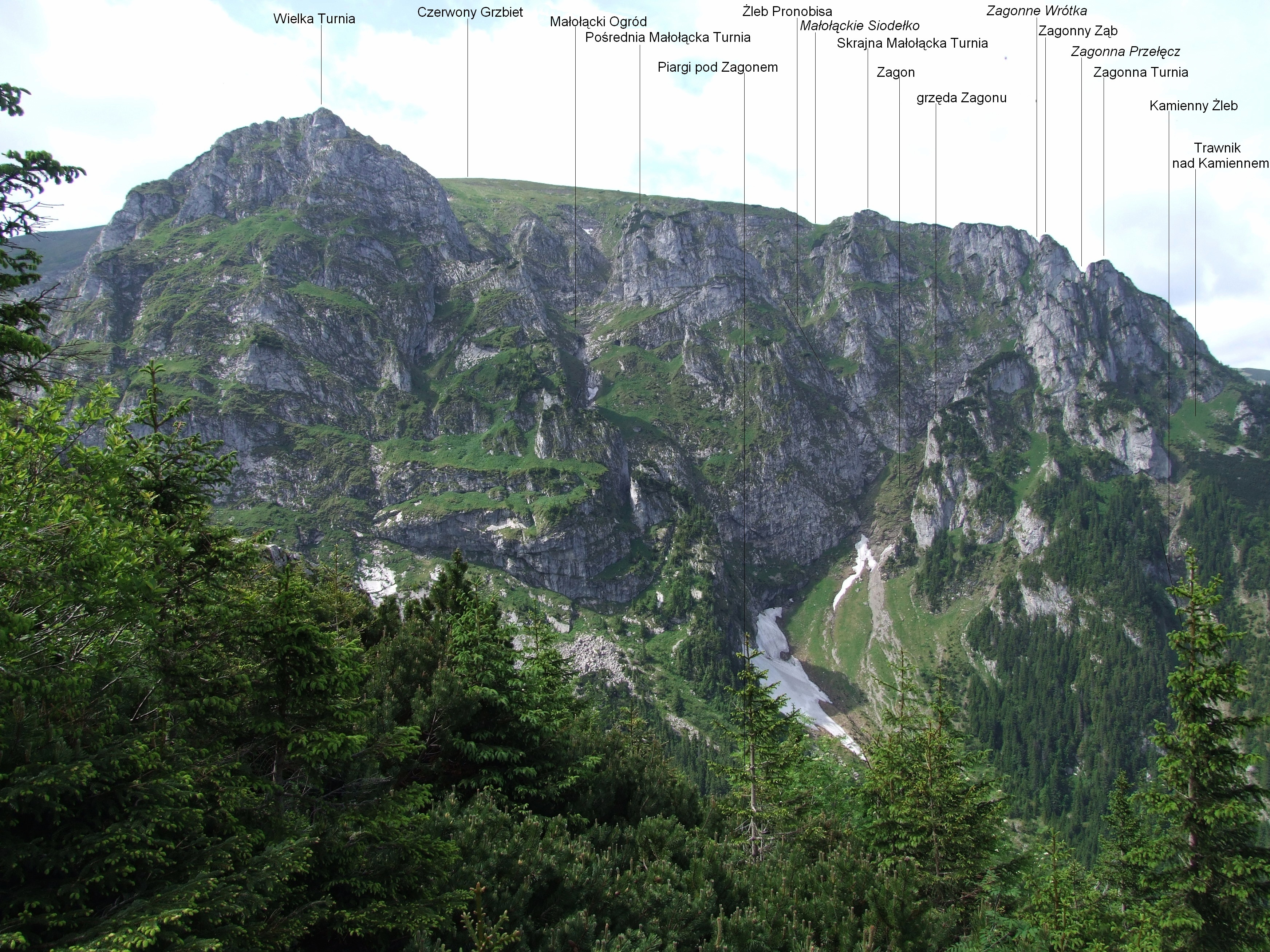
Komin Flacha poniżej Małołąckiego Ogrodu

## Opis jaskini
Główną częścią jaskini jest poziomy korytarz zaczynający się w niewielkim otworze wejściowym, a kończący 1,6-metrową studzienką. Tutaj znajduje się komin z kaskadowymi progami, a także odchodzi 4-metrowa szczelina.

## Przyroda
W jaskini nacieki nie występują. Ściany są mokre, brak jest na nich roślinności.

## Historia odkryć
Jaskinia została odkryta we wrześniu 1997 roku przez D. Lermera ze Speleoklubu Warszawskiego.